# Korčula
Korčula (staronjemački: Kurzel, talijanski: Curzola, grčki: Κόρκυρα Μέλαινα, Korkyra Melaina, latinski: Corcyra Nigra) hrvatski je otok u Jadranskom moru pored dalmatinske obale. Razvijeno je poljodjelstvo, ribolov, brodogradnja i turizam.

## Osnovni podaci
Otok pripada Dubrovačko-neretvanskoj županiji, ima površinu od 279,47 km2 (dužina 46,8 km, širina 5,3 – 7,8 km) i 14 594 stanovnika. Najviša brda su Klupca s 568 m, Gradina s 554 m, Hlapje s 531 m, Kom s 508 m i Hum s 377 m. Šesti je najveći Jadranski otok po površini, a drugi po broju stanovnika. Klima je mediteranska (blaga); prosječna temperatura u siječnju je 9,8 °C, a u srpnju 26,9 °C. Prosječne godišnje padaline su 1100 mm, a otok je prekriven mediteranskom florom, ponegdje i šumom borova. Izgrađen je na dolomitima, tj. vapnencu. Jedno od najrazvijenijih polja je Blatsko polje koje je ujedno najveće.
Otok je trajektima povezan s Orebićem na poluotoku Pelješcu, Splitom, te Ublima na otoku Lastovu.

## Naselja
U Korčuli nalazi se samo mali broj odvojenih naselja. Tri najveća mjesta na Korčuli su glavni grad  Korčula, Blato u unutrašnjosti, kao i mali lučki Vela Luka na zapadu otoka. Sljedeća odvojena mjesta su Lumbarda, Smokvica, Potirna, Račišće, Čara, Pupnat i Žrnovo. Ostali zaselci, koji nisu odvojena naselja: Tri Luke, Karbuni, Gršćica, Prižba, Prišćapac, Vinačac, Gradina, Tudorovica, Črnja Luka, Bristva, Prigradica, Babina, Piske, Tri Žala, Kneža, Vrbovica, Žrnovska Banja, Medvinjak, Soline, Javić, Baćva, Pupnatska Luka, Zavalatica, Brna, Poplat, Plitvine, Mikulina Luka, Stračinčica, Pelegrin, Prapatna, Blaca, Strećica, Sveti Antun, Zagradac, Postrana, Kampuš, Prvo Selo, Brdo i Hotinja.
U gradu Korčuli stoji kuća za koju se vjeruje da je u njoj rođen Marko Polo. Postoji dvojba je li rođen na Korčuli ili možda negdje drugdje.

## Povijest
Otok je bio naseljen još u pretpovijesti. Najstariji nalazi su starijeg kamenog doba, u Veloj spili.
Prema legendi, otok je naselio trojanski junak Antenor u 12. stoljeću prije Krista, koji je također poznat kao osnivač grada Padove. Drugi val naseljenika su bili Iliri. Korčula je bila grčka kolonija zvana Korkyra Melaina, zatim ilirska i rimska zvana Corcyra Nigra, pa zatim bizantsko i naposljetku slavensko naselje. U 10. stoljeću u sastavu je Neretvanske kneževine, zatim priznaje vlast Zahumlja, Mlečana i hrvatsko-ugarskog kralja.
8. rujna 1298. godine odvijala se blizu otoka bitka kod Korčule između flote Mletaka i Genove.
Postoje mnoga sporenja, no izuzev nekih drugih gradova (Venecije i Istanbula), smatra se da se na Korčuli rodio Marko Polo 1254. Naime, ulica i dio grada (po postojećim zapisima koji postoje i danas) u kojem se danas nalazi tzv. kuća Marka Pola, odgovaraju prostoru koji od najranijih dana pripada upravo obitelji Polo. 
Tvrtko I. Kotromanić krajem 14. stoljeća godine postaje kraljem Raške, Bosne, Dalmacije, Hrvatske i Primorja kada su mu se 1390. godine pokorili gradovi Split, Trogir, Šibenik, te otoci Brač, Hvar i Korčula.
Početkom 15. stoljeća Korčula je bila pod vlašću Dubrovačke Republike, a od 1420. do 1797. pod Venecijom. Od 1797. do 1805. je pod Austrijom, da bi je 1806. osvojio Napoleon i Francuzi, sve do 1815. kada je opet bila pod Austrijom. Pod talijanskom je okupacijom od 1918. do 1921. te od 1941. do 1943., a pod njemačkom od 1943. do 1944. godine. Od 1945. godine bila je sastavni dio SR Hrvatske u Jugoslaviji, a godine 1991. samostalne Republike Hrvatske. Tijekom Domovinskog rata, Korčula je uglavnom bila pošteđena ratnih grozota, no ratna ih zbivanja nisu izbjegla. 
Procjene hrvatskih stratega da će se velikosrpska JNA upustiti u osvajanje udaljenih hrvatskih krajeva gdje uopće nema Srba, uključujući i hrvatske otoke, su se pokazale točnima. Kasniji događaji su potvrdili da se ne radi ni o kakvim pretjeranim i neutemeljenim procjenama. 
2. srpnja 1991. se je očekivao desant na zračnu luku Rijeka na Krku, no preventivnom akcijom to je spriječeno. 6. kolovoza 1991. je JRM izvršila desant na otok Šoltu s 15 helikoptera i 2 ratna broda iz Lore, opkolivši policijsku postaju u Grohotama, a uz to je brodovljem blokirala Splitska vrata. Zatim je bio desant na Sv. Kaju sredinom rujna 1991. kad je JRM nastojala povratiti nazad skladište goriva u Svetom Kaji u Kaštelanskom zaljevu.
Naposljetku je tako i Korčula došla na red. 29. rujna 1991. je velikosrpska JNA u jeku ofenzive na Hrvatsku izvršila desant na Privalu na otoku Korčuli pri čemu je ponovo u svoje ruke uzela tamošnju vojarnu i pokupila sve podvodne mine iz skladišta podvodnog oružja iz tamošnje vojarne, premda su dan prije 28. rujna postrojbe JNA napustile otok Korčulu.

## Poznate osobe
- Jakov Baničević (*1466. – †1532.), hrvatski diplomat i humanist.

- Vinko Paletin (*1508. – †?), dominikanac, kartograf, prevoditelj, pisac rasprave o problemu kolonizacije američkog kontinenta.

- Oliver Dragojević (7. prosinca 1947. – 29. srpnja 2018.), hrvatski glazbenik.

- Ante Žanetić (18. studenoga 1936. – 18. prosinca 2014.), hrvatski nogometaš i osvajač zlatne olimpijske medalje, rođen u Blatu.

## Kultura
Korčulanski barokni festival novo je utemeljeni međunarodni glazbeni festival čije će se prvo izdanje održati od 7. do 16. rujna 2012. godine. Na festivalu će nastupiti svjetski i domaći ansambli i solisti kao što su The Academy of Ancient Music (Velika Britanija), Le Parlament de Musique (Francuska), Currende i Erik Van Nevel (Belgija), La Venexiana (Italija), Red Priest (Velika Britanija) i Hrvatski barokni ansambl (Hrvatska). Osim neupitne umjetničke vrijednosti, svrha ovog festivala je i unapređenje hrvatskog turizma.

## Poveznice
- Međunarodni festival pisme i vina Marko Polo

## Vanjske poveznice
|  | Zajednički poslužitelj ima još gradiva o temi Korčula |

- Korčulanski barokni festival
- korcula.hr